# Britt Kanja
Britt Kanja (* 16. August 1950 in West-Berlin) ist eine ehemalige deutsche Party-Veranstalterin im Berliner Nachtleben. Sie gründete den Club „90 Grad“ und gilt als „Berliner Stilikone“.

## Leben
Kanja wuchs in West-Berlin auf, einen Teil ihrer Kindheit verbrachte sie in Spitzbergen bei ihrem Großvater. Nach ihrer Schulausbildung begann sie zu tanzen und trat sieben Jahre mit ihrem Partner in Cabaret-Shows in Europa auf.
1969 wurde sie zur Miss Berlin gekürt. In den folgenden Jahren gab Kanja Tanzkurse und arbeitete für das Internationale Theaterinstitut. In den 1970er Jahren heiratete sie und lebte sechs Jahre in Kalifornien. Nach der Annullierung der Ehe kehrte Kanja 1983 nach Berlin zurück.
Im Oktober 1989 eröffnete sie mit Bob Young ihren Club in der leer stehenden Halle einer Autowerkstatt in der Dennewitzstraße in Schöneberg, die an dieser Stelle mit einer 90-Grad-Kurve in die Kurfürstenstraße übergeht. So bekam der Club seinen Namen „90 Grad“. Er wurde zum Szenetreff von Prominenten und Künstlern. Zu den Gästen zählten Matt Damon, Leonardo DiCaprio, Hugh Grant und George Clooney.  Nach zehn Jahren stiegen Kanja und Young als Betreiber des Clubs aus. Bis zum Jahr 2005 organisierte Kanja im „90 Grad“ einmal im Monat eine Themen-Party. Die Partys wurden als Events mit Elementen wie Castings, Mode- oder Travestieshows organisiert. Als „Grand Dame des Berliner Nachtlebens“ bekannt wurde sie insbesondere durch die Partyreihe, die sie mitinitiierte und organisierte. Durch ihren individuellen Modestil gilt sie als eine „Berliner Stilikone“.
In den 2010er-Jahren befasste sie sich mit Filmen und Multimedia-Installationen. Mit mehr als 70.000 Followern ist sie Instagram-Influencerin. Gemeinsam mit Günther Krabbenhöft gilt sie als modisches „Aushängeschild der Stadt Berlin“.

## Mitwirkung in TV-Dokumentationsreihen
In der Dokumentationsreihe Berlin – Schicksalsjahre einer Stadt des Rundfunk Berlin-Brandenburg wird sie als Zeitzeugin der Ereignisse des Jahres 1999 angehört. Sie gehörte mit  Günther Krabbenhöft zu den Mitwirkenden des Fernsehfilms Verschwundenes Berlin – 30 legendäre Orte, der erstmals 2020 im RBB ausgestrahlt wurde. Sie ist eine der Protagonistinnen in der dreiteiligen Dokureihe Exzess Berlin – Hauptstadt der Clubs.